# Cantó d'Argenteuil-Nord
El cantó d'Argenteuil-Nord és un antic cantó francès del departament de Val-d'Oise, que estava situat al districte d'Argenteuil. Comptava amb part del municipi d'Argenteuil.
Va desaparèixer al 2015 i el seu territori es va dividir entre el cantó d'Argenteuil-1, el cantó d'Argenteuil-2 i el cantó d'Argenteuil-3.

## Municipis
- Argenteuil (part)

## Història
| Data d'elecció                           | Identitat       | Partit | Qualitat |
| ---------------------------------------- | --------------- | ------ | -------- |
| 1967-1976                                | Victor Dupouy   | PCF    |          |
| 1979-1992                                | Bernard Groult  | PCF    |          |
| 1992-1998                                | Alfred Sorel    | PCF    |          |
| 1998-2004                                | Xavier Bordet   | PCF    |          |
| 2004-2011                                | Philippe Doucet | PS     |          |
| 2011-                                    | Georges Mothron | UMP    |          |
| les dades anteriors no són pas conegudes |                 |        |          |
|                                          |                 |        |          |

## Demografia
| A partir de 1990: Població sense dobles comptes |